# Argentina en los Juegos Olímpicos de Atlanta 1996
La participación de Argentina en los Juegos Olímpicos de Atlanta 1996 fue la 16.ª actuación olímpica oficial organizada por el Comité Olímpico Argentino. La delegación presentó 178 deportistas, de los cuales 47 eran mujeres (26%). La abanderada fue la judoca Carolina Mariani.
El equipo olímpico obtuvo 3 medallas (dos de plata y una de bronce) y 7 diplomas olímpicos (puestos premiados). En el medallero general ocupó la posición n.º 54 sobre 197 países participantes. Las medallas fueron obtenidas por el fútbol, el yachting y el boxeo.
La actuación de Argentina en Atlanta 1996 consolidó la moderada recuperación del olimpismo argentino que ya se había insinuado en Seúl 1988, luego de la peor etapa histórica transcurrida entre Montreal 1976 y Los Ángeles 1984, aunque sin lograr medallas de oro, prolongando a 44 años el período sin atletas argentinos en lo más alto del podio. La delegación argentina (178) fue la segunda más numerosa de la historia luego de la de Londres 1948, duplicando la enviada en los Juegos anteriores (84).

## Medalla de plata en fútbol

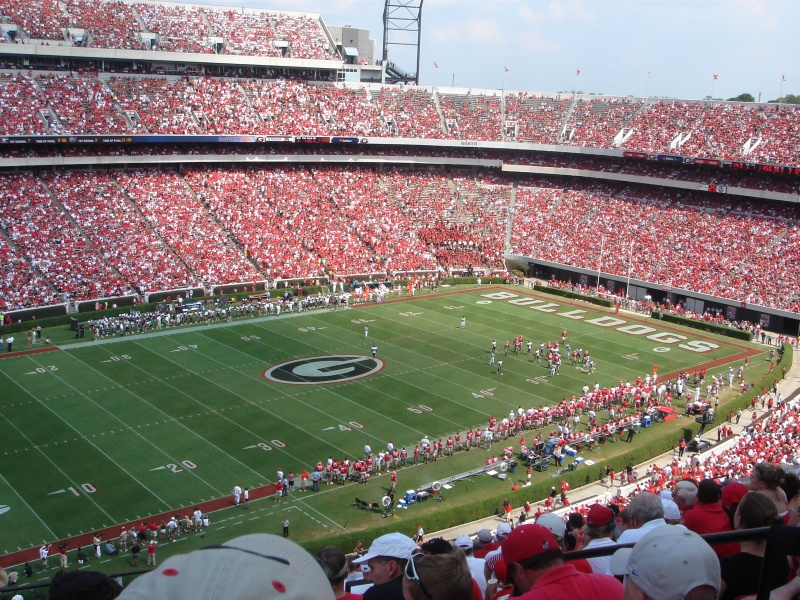
Estadio Sanford de la Universidad de Georgia, donde Argentina y Nigeria jugaron la final de la competencia de fútbol masculino.

En Atlanta 1996 se flexibilizaron las reglas previas del fútbol masculino con el fin de incorporar mayor cantidad de estrellas internacionales. A tal fin se permitió incluir en cada equipo a tres jugadores mayores de 23 años, algo que antes no podía hacerse. El favorito excluyente para ganar la medalla de oro era Brasil, último campeón en el Mundial de Estados Unidos de 1994, que incluyó entre otras estrellas a Bebeto, Ronaldo, Roberto Carlos y Rivaldo.
Argentina, por su parte, envió a Atlanta un equipo de primera línea, atribuyéndole a la medalla de oro en fútbol una prioridad que no le había otorgado en varias décadas.
Argentina integró el grupo A, donde tuvo un resultado modesto, ganando un solo partido, el jugado contra Estados Unidos (3-1), con goles de Crespo, López y Simeone y empatando los otros dos contra Portugal (1-1) y Túnez (1-1), con goles de Ortega en ambos casos. En cuartos de final Argentina goleó 4-0 a España, con dos goles de Crespo y uno del Piojo López, además de otro en contra. En la primera semifinal venció a Portugal, venciendo 2-0, con dos goles de Crespo.
En la final Argentina debió enfrentar a Nigeria, que había dado la sorpresa al vencer en semifinales al favorito Brasil, con gol de oro en tiempo suplementario, e incluía a varios jugadores que se desempeñaban en Europa como Celestine Babayaro, Daniel Amokachi, Emanuel Amunike y la revelación del torneo, el joven Nwankwo Kanu.
El partido se disputó el 3 de agosto en el Sanford Stadium, de la Universidad de Georgia en Athens. Argentina se puso en ventaja a los 3', por medio de un gol del Piojo López, pero Nigeria emparejó las acciones con un gol de Celestine Babayaro a los 28', y con ese resultado terminó el primer tiempo.
En el segundo tiempo Argentina volvió a ponerse en ventaja tempranamente, con un gol de Crespo a los 5'. Pero, como en la primera etapa, los nigerianos volvieron a empatar el partido a los 29', esta vez con un gol de Amokachi.
Cuando el partido llegaba al final y parecía que la final se definiría por gol de oro, un error de coordinación de la defensa argentina le permitió a Nigeria convertir y hacerse de la medalla de oro:

Hubo un tiro libre para Nigeria. Los jugadores argentinos miraron hacia el banquillo y Passarella ordenó que se adelantaran para provocar el fuera de juego de los africanos, pero no hubo coordinación en el tendido de la trampa y dos de ellos quedaron habilitados. Emanuel Amunike mandó el balón a las mallas, consiguió el 3-2 y no hubo manera de frenar su enloquecida carrera de celebración que sólo terminó cuando le indicaron que debía subir al podio para recibir el oro.

La Argentina había ido a ganar la medalla de oro, y la de plata resultó insuficiente. Luego de que el equipo de fútbol quedara eliminado por Chile de los Juegos Olímpicos de Sídney 2000, Argentina ganó dos veces consecutivas la medalla de oro en Atenas 2004 y Beijing 2008. En estos últimos Juegos volvió a enfrentarse con Nigeria en la final, tomándose revancha al vencer 1-0.
Hernán Crespo y el brasileño Bebeto fueron los goleadores olímpicos, con seis goles cada uno.
Los jugadores que integraron la selección argentina en Atlanta fueron: Carlos Gustavo Bossio, Pablo Cavallero, Javier Zanetti, Pablo Paz, Roberto Ayala, José Chamot, Roberto Néstor Sensini, Mauricio Pineda, Ariel Ortega, Hugo Morales, Christian Bassedas, Matías Almeyda, Diego Simeone, Marcelo Gallardo, Gustavo López, Marcelo Delgado, Hernán Crespo y Claudio Javier López.

## Medalla de plata en yachting

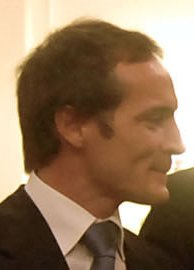
El correntino Carlos Espínola ganó la medalla de plata en la clase Mistral (windsurf), la primera de las cuatro medallas olímpicas, que obtendría entre 1996-2008, para convertirse en el deportista argentino ganador de la mayor cantidad de medallas olímpicas.

Carlos Espínola, con 24 años, ganó la medalla de plata en la clase Mistral (windsurf), la tercera medalla obtenida por la vela en el olimpismo argentino, luego de las obtenidas en los Londres 1948 (clase 6 metros) y Roma 1960 (clase Dragón).
La competencia se realizó siguiendo un formato de nueve regatas de las cuales cada regatista descartaba las dos peores colocaciones. Cada regata asignaba la misma cantidad de puntos que la posición en la que se finalizaba la regata, triunfando aquel que sumara menor cantidad de puntos. La prueba se desarrolló entre el 23 y el 29 de julio, en el Río Savannah.
En la competencia se inscribieron 46 competidores, mostrando una gran paridad entre el griego Nikos Kaklamanakis, el argentino Carlos Espínola y el israelí Gal Fridman, quienes concluirían en ese orden separados cada uno del siguiente por apenas 2 puntos. La primera regata fue ganada por el israelí seguido por Espínola, en tanto que el griego llegó en quinto lugar. Kaklamanakis tomaría la punta al ganar la siguiente regata y salir segundo en la tercera, mientras que Espínola se mantuvo segundo en la general con dos cuartos puestos, superando en ambos casos al israelí. En la cuarta regata Espínola llegó segundo, superando a Kaklamanakis (6.º) y Fridman (3.º), manteniéndose los tres al tope de la clasificación general. En la quinta regata el griego volvió a quedar en el 1.º puesto, obteniendo una luz mínima sobre el argentino, que llegó 3.º, y que mantendría hasta el final.
En las sexta y séptima regatas, Espínola realizó sus dos peores desempeños, llegando 6.º y siendo descalificado por PMS (premature start, largada prematura). Ello le permitió al israelí Fridman, quien ganó la sexta regata, ponerse a un solo punto del argentino. La octava regata fue ganada por Kalamanakis, asegurando así la medalla de oro; por su parte Espínola salió segundo, sacándole una luz de 3 puntos a Fridman, que arribó en 4.º lugar. La última regata fue ganada por Fridman, pero el arribo de Espínola en 2.º lugar impidió que aquel le descontara los tres puntos de ventaja, para ganar de ese modo la medalla de plata, quedando para el israelí la de bronce.
| Yachting: clase Mistral (windsurf) | Yachting: clase Mistral (windsurf) | Yachting: clase Mistral (windsurf) | Yachting: clase Mistral (windsurf) | Yachting: clase Mistral (windsurf) |
|                                    | Regatista                          | País                               | Puntaje                            |                                    |
| ---------------------------------- | ---------------------------------- | ---------------------------------- | ---------------------------------- | ---------------------------------- |
| 1                                  | Nikos Kaklamanakis                 | Grecia                             | 17                                 |                                    |
| 2                                  | Carlos Espínola                    | Argentina                          | 19                                 |                                    |
| 3                                  | Gal Fridman                        | Israel                             | 21                                 |                                    |
| 4                                  | Aaron McIntosh                     | Nueva Zelanda                      | 27                                 |                                    |
| 5                                  | Jean-Max de Chavigny               | Francia                            | 37                                 |                                    |
| 6                                  | Mike Gebhardt                      | Estados Unidos                     | 41                                 |                                    |
| Fuente: Wyniki, Olympic results.   |                                    |                                    |                                    |                                    |

Carlos Espínola, quien ya se había presentado en Barcelona 1992 donde salió 24.º, volvería a presentarse en los tres siguientes Juegos Olímpicos, obteniendo medallas en todas sus actuaciones. En Sídney 2000 volvió a competir en clase Mistral (windsurf), repitiendo la medalla de plata, mientras que en Atenas 2004 y Beijing 2008, Espínola compitió en la clase Tornado formando equipo con Santiago Lange, obteniendo en ambos casos la medalla de bronce. Las cuatro medallas hacen de Espínola uno de los dos deportista argentinos que más medallas olímpicas ha ganado junto con la jugadora de hockey sobre césped Luciana Aymar.

## Medalla de bronce en boxeo
El boxeador Pablo Chacón, con 21 años, ganó la medalla de bronce en la categoría peso pluma. Se trató de la 24.ª medalla olímpica obtenida por el boxeo para el olimpismo argentino, pero a la vez, la primera desde los Juegos Olímpicos de México 1968, cuando Mario Guilloti ganó la medalla de bronce en peso wélter.
Chacón venció en la ronda inicial a Tyson Gray, de Jamaica, en un disputado combate resuelto por puntos a favor del argentino (6-5). En la segunda ronda venció con amplitud (14-7), también por puntos, a Josian Lebon, de Mauritania. Chacón volvió a obtener una amplia victoria por puntos (18-7), en cuartos de final, contra el húngaro János Nagy.
El 2 de agosto Chacón enfrentó en semifinales al tailandés Somluck Kamsing, a la postre ganador de la medalla de oro, quien lo venció con amplitud por puntos (20-8).
Finalizados los Juegos de Atlanta, Chacón se hizo profesional, consagrándose campeón mundial de peso pluma en 2001.

## Diplomas olímpicos (puestos premiados) y otros buenos resultados
Los atletas argentinos en Atlanta 1996 obtuvieron 7 diplomas olímpicos (puestos premiados), tres de ellos en yudo y dos en yachting.
 Gastón García, en judo, obtuvo el 5.º lugar en la categoría hasta 78 kilos.
 Alejandro Bender, en judo, salió 7.º en la categoría hasta 95 kilos.
 La abanderada Carolina Mariani, en judo, finalizó 7.ª en la categoría hasta 52 kilos.
 El equipo femenino de hockey sobre césped alcanzó la 7.º colocación, formando con Magdalena Aicega, Mariana Arnal, Verónica Artica, Julieta Castellán, María Paula Castelli, Silvina Corvalán, Anabel Gambero, Mariana González Oliva, Sofía Mackenzie, Karina Masotta, Vanina Oneto, Gabriela Pando, Jorgelina Rimoldi, María Cecilia Rognoni, Gabriela Sánchez y Ayelén Stepnik. En los cuatro siguientes Juegos obtendría medallas olímpicas.
 Martín Billoch y Martín Rodríguez Castells, del equipo de yachting, clasificaron en 7.º lugar en la Clase 470.
 Serena Amato, en yachting, llegó en 8.º lugar en la Clase Europe. En los Juegos siguientes, Amato obtendría una medalla de bronce.
 El equipo masculino de voleibol concluyó 8.º, estando integrado por Fernando Borrero, Jorge Elgueta, Sebastián Firpo, Sebastián Jabif, Leandro Maly, Guillermo Martínez, Marcos Milinkovic, Pablo Pereira, Guillermo Quaini, Eduardo Rodríguez, Alejandro Romano y Carlos Weber.
Otros buenos resultados de deportistas argentinos en Atlanta 96 fueron:
- El equipo masculino de hockey sobre césped se ubicó 9.º en la clasificación final. Integraron el seleccionado Leandro Baccaro, Max Caldas, Santiago Capurro, Diego Chiodo, Alejandro Doherty, Fernando Ferrara, Jorge Lombi, Pablo Lombi, Gabriel Minadeo, Pablo Moreira, Fernando Moresi, Edgardo Pailos, Rodolfo Pérez, Jorge Querejeta, Carlos Retegui y Rodolfo Schmitt.[9]
- El equipo masculino de básquet se ubicó 9.º en la clasificación final. Integraron el seleccionado Esteban de la Fuente, Juan Espil, Daniel Farabello, Ernesto Michel, Marcelo Milanesio, Marcelo Nicola, Fabricio Oberto, Diego Osella, Esteban Pérez, Jorge Racca, Luis Villar, Rubén Wolkowyski.[9]
- Adrian Ariel Kitroser participó en los 200 metros libre de la natación, con un tiempo de 1:54, saliendo 6.ª
- Alicia Alejandra Barrancos batió el récord argentino y sudamericano en los 800 metros libre de la natación, con un tiempo de 8:48:54, saliendo 17.ª.

## Circunstancias y hechos relacionados
- Con motivo de la final de fútbol, en la que Nigeria venció a Argentina 3-2, un grupo de argentinos asesinó en un linchamiento en Buenos Aires, a Elías Farías, un inmigrante brasileño que celebró el gol de la victoria nigeriana.[10][11]